# Jetzabel Del Valle
Jetzabel Del Valle Cruz (Caguas, 19 dicembre 1979) è un'allenatrice di pallavolo ed ex pallavolista portoricana, di ruolo centrale, assistente delle Changas de Naranjito.

## Carriera

### Giocatrice

#### Club
La carriera di Jetzabel Del Valle inizia a livello giovanile nelle Criollas de Caguas, all'età di tredici anni. Nel 1996 viene promossa in prima squadra, con la quale resta legata per tredici stagioni, giocando dodici finali di campionato e vincendo ben sette volte la Liga de Voleibol Superior Femenino. Nel 2005 viene ingaggiata in Spagna dall'Albacete, ma dopo pochi mesi lascia la squadra per tornare a giocare con la franchigia di Caguas.
Nella stagione 2009 passa alle Indias de Mayagüez, con le quali, pur non ottenendo risultati di rilievo, stabilisce diversi record personali: nella stagione 2011 supera la quota dei 1000 muri punto in carriera e nella stagione successiva supera la quota dei 3000 punti in carriera. Nell'autunno 2012 viene poi ingaggiata dalle Lancheras de Cataño per il solo campionato mondiale per club, classificandosi al quarto posto.
Nella stagione 2013 viene ingaggiata dalle Orientales de Humacao, dove resta a giocare per due annate. Nel campionato 2015, in seguito alla mancata iscrizione della sua franchigia, passa alle Leonas de Ponce, per poi ritornare alle Orientales de Humacao nel campionato successivo, durante il quale si trasferisce alle Changas de Naranjito; tuttavia vi milita solo brevemente, facendo ritorno alle Indias de Mayagüez grazie a uno scambio con la pari ruolo Jennylee Martínez: anche in questo caso fa parte della squadra solo per un breve periodo, essendo vittima di una grave infortunio al ginocchio destro, che la costringe a saltare il resto dell'annata, prima di annunciare ufficialmente nel gennaio 2017 il suo ritiro dalla pallavolo. Ritorna però sui suoi passi, disputando la Liga de Voleibol Superior Femenino 2017 con le Indias de Mayagüez.
Torna in campo nella Liga de Voleibol Superior Femenino 2019 facendo ritorno alla sua franchigia d'origine, le Criollas de Caguas, con cui conquista il suo ottavo scudetto personale, laureandosi nuovamente campionessa portoricana al termine della Liga de Voleibol Superior Femenino 2021, dopo la quale abbandona la pallavolo giocata.

#### Nazionale
Dal 1998 fa parte della nazionale portoricana, con la quale vince nel 2010 la medaglia d'argento ai XXI Giochi centramericani e caraibici. Successivamente conquista il bronzo alla NORCECA Champions Cup 2015.

### Allenatrice
Nel corso della Liga de Voleibol Superior Femenino 2022 viene ingaggiata dalle Changas de Naranjito come assistente di Sol González.

## Palmarès

### Club
- Campionato portoricano: 9

1996, 1997, 1998, 2000, 2001, 2002, 2005, 2019, 2021

### Nazionale (competizioni minori)
- Giochi centramericani e caraibici 2010
- NORCECA Champions Cup 2015

### Premi individuali
- 1998 - Liga de Voleibol Superior Femenino: Rising star
- 2000 - Liga de Voleibol Superior Femenino: All-Star Team
- 2001 - Liga de Voleibol Superior Femenino: MVP delle finali
- 2003 - Liga de Voleibol Superior Femenino: All-Star Team
- 2004 - Liga de Voleibol Superior Femenino: All-Star Team
- 2005 - Liga de Voleibol Superior Femenino: All-Star Team
- 2006 - Liga de Voleibol Superior Femenino: All-Star Team
- 2015 - Liga de Voleibol Superior Femenino: All-Star Team
- 2016 - Liga de Voleibol Superior Femenino: All-Star Team